# 陳健佳
陳健佳於2006年加入香港有線電視，任職記者，曾獨家在機上直擊報道甘泉航空首航失敗的新聞，專責法庭新聞，曾報道本土行動成員向高等法院申請保留皇后碼頭、龔如心遺產爭奪事件等矚目審訊。此外，她亦會報道社會大小事件及新聞背後的故事。
她現時已離開有線，曾轉職明報任財經記者，現在香港電台任職。
陳健佳曾替有線新聞拍攝宣傳片。

## 背景
於聖公會林護紀念中學就讀，並曾出任首届學生會活動幹事。畢業後在香港中文大學新聞及傳播學院畢業。

## 參看
- 明報
- 香港有線電視
- 香港有線電視新聞台
- 聖公會林護紀念中學
- 香港中文大學